# كيت كلاكستون
كيت كلاكستون (بالإنجليزية: Kate Claxton)‏ هي كاتبة سيناريو وممثلة أمريكية، ولدت في 24 أغسطس 1848 في سومرفيل في الولايات المتحدة، وتوفيت في 5 مايو 1924 في نيويورك في الولايات المتحدة.

## وصلات خارجية
- كيت كلاكستون على موقع IMDb (الإنجليزية)
- كيت كلاكستون على موقع قاعدة بيانات برودواي على الإنترنت (الإنجليزية)
- كيت كلاكستون على موقع كينوبويسك (الروسية)